# Nicola Sartori
Nicola Sartori (* 17. Juli 1976 in Terracina) ist ein ehemaliger italienischer Ruderer, der 2000 die olympische Bronzemedaille im Doppelzweier gewann.

## Sportliche Karriere
Der 1,90 m große Nicola Sartori gewann 1995 die Bronzemedaille im Doppelvierer beim Nations Cup, einem Vorgängerwettbewerb der U23-Weltmeisterschaften. 1996 siegte er beim Nations Cup im Einer, 1997 im Doppelzweier. Ebenfalls 1997 belegte er im Doppelzweier den vierten Platz bei den Weltmeisterschaften in der Erwachsenenklasse. 1998 siegte er wie im Vorjahr beim Nations Cup, bei den Weltmeisterschaften 1998 belegte er den fünften Platz im Doppelzweier. 1999 trat Sartori im Einer an und erreichte den sechsten Platz bei den Weltmeisterschaften.
Auch im Olympiajahr 2000 trat Sartori zunächst im Einer an und belegte den sechsten Platz beim Ruder-Weltcup in Wien und den fünften Platz in Luzern. In Luzern belegten Giovanni Calabrese und Alessandro Corona den siebten Platz im Doppelzweier. Zwei Monate später fanden in Sydney die Olympischen Spiele 2000 statt. Dort traten Giovanni Calabrese und Nicola Sartori im Doppelzweier an. Sie gewannen die Bronzemedaille mit fast vier Sekunden Rückstand auf die Slowenen, zweieinhalb Sekunden Rückstand auf die Norweger und drei Sekunden Vorsprung auf die viertplatzierten Deutschen.
Im Weltcup 2001 belegte Sartori mit Simone Raineri den zweiten Platz in Sevilla. Bei den Weltmeisterschaften 2001 traten die beiden zusammen mit Mattia Righetti und Franco Berra im Doppelvierer an. Sie gewannen die Bronzemedaille hinter den Booten aus Deutschland und den Niederlanden.
Nicola Sartori ruderte für Fiamme Gialle, die Sportabteilung der Guardia di Finanza.